# Patrick Wieser
Ne pas confondre avec Patrick Weiser, footballeur allemand.
Pour les articles homonymes, voir Wieser.
Patrick Wieser, né le 10 août 1979, est un marathonien suisse. Il est champion suisse 2006 de course militaire et champion suisse 2014 de marathon.

## Biographie
Patrick commence le sport par le VTT et obtient des résultats encourageants. Il laisse cependant tomber la compétition pour se concentrer sur sa carrière professionnelle de policier. À 21 ans, un ami le persuade de prendre part à la course militaire de Frauenfeld, courue sur la distance du marathon. Patrick effectue un bon début de course mais craque complètement dans la seconde moitié. Cette expérience lui suscite tout de même un certain intérêt pour la discipline du marathon.
Il s'illustre en 2006 en remportant ses premières courses militaires. Il remporte le championnat national en s'imposant dans 4 des 7 épreuves du calendrier. En 2007, il remporte la victoire de la Frauenfelder Militärwettmarsch.
Le 30 mars 2008, il remporte le titre de champion suisse de semi-marathon en courant 1 h 7 min 30 s à Oberriet. Il participe également à son premier marathon de montagne, celui de la Jungfrau où il termine troisième.
Il domine les saisons 2010 et 2011 de la Mountain Marathon Cup en remportant les deux années de suite les marathons du Liechtenstein et de Zermatt.
Le 9 septembre 2012, il termine quatrième et meilleur Suisse lors du Challenge mondial de course en montagne longue distance couru dans le cadre du marathon de la Jungfrau. Il remporte la médaille d'or par équipe avec Christian Mathys et Marc Lauenstein. Le 7 octobre, il se livre à un duel acharné avec le champion Jonathan Wyatt sur le Kaisermarathon. Il parvient à battre ce dernier et établit un nouveau record du parcours en 3 h 3 min 28 s, battant celui de Jonathan de 12 secondes.
Le 6 avril 2014, il termine quinzième et meilleur Suisse du marathon de Zurich. L'épreuve comptant comme championnats suisses de la discipline, Patrick décroche le titre. Grâce à son temps de 2 h 18 min 15 s, il se qualifie pour le marathon des championnats d'Europe d'athlétisme couru le 17 août à Zurich où il se classe 44e en 2 h 25 min 33 s.
En 2019, il reprend la direction du marathon de la Jungfrau.

## Palmarès

### Route
| Année | Compétition                           | Lieu         | Place | Épreuve           | Temps           |
| ----- | ------------------------------------- | ------------ | ----- | ----------------- | --------------- |
| 2007  | Frauenfelder Militärwettmarsch        | Frauenfeld   | 1er   | Course militaire  | 2 h 49 min 20 s |
| 2008  | Grand Prix Fricktal Osterlauf         | Eiken        | 1er   | 10 miles          | 50 min 63 s     |
| 2008  | Championnats suisses de semi-marathon | Oberriet     | 1er   | Semi-marathon     | 1 h 7 min 30 s  |
| 2008  | Marathon de Saint-Wendel              | Saint-Wendel | 2e    | Marathon          | 2 h 23 min 23 s |
| 2008  | Frauenfelder Militärwettmarsch        | Frauenfeld   | 1er   | Course militaire  | 2 h 47 min 16 s |
| 2009  | Grand Prix Fricktal Osterlauf         | Eiken        | 1er   | 10 miles          | 51 min 28 s     |
| 2010  | Grand Prix Fricktal Osterlauf         | Eiken        | 3e    | 10 miles          | 51 min 11 s     |
| 2010  | Championnats suisses de marathon      | Zurich       | 2e    | Marathon          | 2 h 21 min 25 s |
| 2010  | Tour de Tirol                         | Söll         | 4e    | Course par étapes | 5 h 5 min 4 s   |
| 2011  | Grand Prix Fricktal Osterlauf         | Eiken        | 2e    | 10 miles          | 52 min 35 s     |
| 2011  | Schluchseelauf                        | Schluchsee   | 2e    | Course populaire  | 1 h 1 min 10 s  |
| 2011  | Tour de Tirol                         | Söll         | 3e    | Course par étapes | 3 h 40 min 14 s |
| 2012  | Grand Prix Fricktal Osterlauf         | Eiken        | 2e    | 10 miles          | 51 min 55 s     |
| 2012  | Championnats suisses de marathon      | Zurich       | 2e    | Marathon          | 2 h 20 min 36 s |
| 2012  | Championnats suisses de semi-marathon | Uster        | 3e    | Semi-marathon     | 1 h 8 min 9 s   |
| 2012  | Tour de Tirol                         | Söll         | 1er   | Course par étapes | 4 h 45 min 55 s |
| 2013  | Schluchseelauf                        | Schluchsee   | 1er   | Course populaire  | 59 min 53 s     |
| 2014  | Championnats suisses de marathon      | Zurich       | 1er   | Marathon          | 2 h 18 min 15 s |
| 2015  | Grand Prix Fricktal Osterlauf         | Eiken        | 2e    | 10 miles          | 52 min 16 s     |
| 2015  | Marathon de Linz                      | Linz         | 6e    | Marathon          | 2 h 17 min 21 s |
| 2015  | Tour de Tirol                         | Söll         | 2e    | Course par étapes | 5 h 45 min 50 s |
| 2016  | Tour de Tirol                         | Söll         | 1er   | Course par étapes | 5 h 54 min 7 s  |
| 2017  | Schluchseelauf                        | Schluchsee   | 2e    | Course populaire  | 59 min 56 s     |
| 2017  | Tour de Tirol                         | Söll         | 1er   | Course par étapes | 6 h 6 min 9 s   |
| 2018  | Marathon du Nouvel An de Zurich       | Zurich       | 1er   | Marathon          | 2 h 31 min 27 s |
| 2019  | Frauenfelder Militärwettmarsch        | Frauenfeld   | 1er   | Course militaire  | 2 h 55 min 4 s  |
| 2019  | Tour de Tirol                         | Söll         | 4e    | Course par étapes | 5 h 38 min 32 s |
| 2021  | Tour de Tirol                         | Söll         | 2e    | Course par étapes | 6 h 16 min 8 s  |

### Marathon de montagne
| no  | masculin           | Course                                                  | Longueur | Départ            | Temps           |
| --- | ------------------ | ------------------------------------------------------- | -------- | ----------------- | --------------- |
| 3e  | Médaille de bronze | Marathon de la Jungfrau                                 | 42,2 km  | 6 septembre 2008  | 3 h 8 min 7 s   |
| 1re | Médaille d'or      | LGT Alpin Marathon                                      | 42,2 km  | 12 juin 2010      | 3 h 2 min 10 s  |
| 1re | Médaille d'or      | Marathon de Zermatt                                     | 42,2 km  | 10 juillet 2010   | 3 h 9 min 45 s  |
| 4e  | 4e                 | Kaisermarathon                                          | 42,2 km  | 9 octobre 2010    | 3 h 19 min 2 s  |
| 1re | Médaille d'or      | LGT Alpin Marathon                                      | 42,2 km  | 11 juin 2011      | 2 h 56 min 57 s |
| 1re | Médaille d'or      | Marathon de Zermatt                                     | 42,2 km  | 9 juillet 2011    | 3 h 9 min 40 s  |
| 5e  | 5e                 | Kaisermarathon                                          | 28 km    | 8 octobre 2011    | 1 h 57 min 28 s |
| 1re | Médaille d'or      | LGT Alpin Marathon                                      | 42,2 km  | 2 juin 2012       | 3 h 7 min 40 s  |
| 1re | Médaille d'or      | Marathon de Zermatt                                     | 42,2 km  | 7 juillet 2012    | 3 h 7 min 59 s  |
| 4e  | 4e                 | Challenge mondial de course en montagne longue distance | 42,2 km  | 9 septembre 2012  | 3 h 3 min 11 s  |
| 1re | Médaille d'or      | Kaisermarathon                                          | 42,2 km  | 7 octobre 2012    | 3 h 3 min 28 s  |
| 1re | Médaille d'or      | LGT Alpin Marathon                                      | 42,2 km  | 8 juin 2013       | 3 h 3 min 59 s  |
| 6e  | 6e                 | Marathon de Zermatt                                     | 42,2 km  | 6 juillet 2013    | 3 h 17 min 24 s |
| 4e  | 4e                 | Marathon de la Jungfrau                                 | 42,2 km  | 12 septembre 2015 | 3 h 6 min 11 s  |
| 2e  | Médaille d'argent  | Kaisermarathon                                          | 42,2 km  | 10 octobre 2015   | 3 h 20 min 37 s |
| 1re | Médaille d'or      | LGT Alpin Marathon                                      | 42,2 km  | 11 juin 2016      | 3 h 5 min 0 s   |
| 1re | Médaille d'or      | Marathon de Zermatt                                     | 42,2 km  | 2 juillet 2016    | 3 h 6 min 58 s  |
| 5e  | 5e                 | Marathon de la Jungfrau                                 | 42,2 km  | 10 septembre 2016 | 3 h 8 min 28 s  |
| 1re | Médaille d'or      | Kaisermarathon                                          | 42,2 km  | 8 octobre 2016    | 3 h 28 min 54 s |
| 3e  | Médaille de bronze | LGT Alpin Marathon                                      | 42,2 km  | 10 juin 2017      | 3 h 12 min 22 s |
| 3e  | Médaille de bronze | Marathon de Zermatt                                     | 42,2 km  | 1er juillet 2017  | 3 h 10 min 37 s |
| 1re | Médaille d'or      | Kaisermarathon                                          | 42,2 km  | 7 octobre 2017    | 3 h 25 min 32 s |
| 1re | Médaille d'or      | LGT Alpin Marathon                                      | 42,2 km  | 16 juin 2018      | 3 h 10 min 14 s |
| 2e  | Médaille d'argent  | Marathon de Zermatt                                     | 42,2 km  | 7 juillet 2018    | 3 h 16 min 4 s  |
| 4e  | 4e                 | LGT Alpin Marathon                                      | 42,2 km  | 15 juin 2019      | 3 h 22 min 0 s  |
| 3e  | Médaille de bronze | Kaisermarathon                                          | 35 km    | 5 octobre 2019    | 2 h 48 min 15 s |
| 2e  | Médaille d'argent  | Kaisermarathon                                          | 42,2 km  | 9 octobre 2021    | 3 h 42 min 3 s  |
| 2e  | Médaille d'argent  | Marathon de Zermatt                                     | 42,2 km  | 5 juillet 2025    | 3 h 19 min 26 s |

## Records
| Épreuve       | Performance     | Date             | Lieu     |
| ------------- | --------------- | ---------------- | -------- |
| 10 kilomètres | 31 min 24 s     | 28 novembre 2009 | Bâle     |
| 15 kilomètres | 48 min 24 s     | 21 mars 2015     | Chiètres |
| 10 miles      | 51 min 12 s     | 3 avril 2010     | Eiken    |
| Semi-marathon | 1 h 7 min 2 s   | 1er avril 2012   | Berlin   |
| Marathon      | 2 h 17 min 21 s | 19 avril 2015    | Linz     |